# Ácido salicílico
El ácido salicílico (o ácido 2-hidroxibenzoico) recibe su nombre de Salix, la denominación latina del sauce, de cuya corteza fue aislado por primera vez. Se trata de un sólido incoloro que se suele cristalizar en forma de agujas. Tiene una buena solubilidad en etanol y éter.[cita requerida] Este producto sirve como materia prima para la obtención del ácido acetilsalicílico, comercialmente conocido como aspirina. Las sales y los ésteres del ácido salicílico se conocen con el nombre de salicilatos.
Industrialmente, se obtiene a partir de dióxido de carbono y fenóxido de sodio por sustitución electrofílica y posterior liberación del ácido de su sal mediante adición de un ácido fuerte. Es la conocida síntesis de Kolbe-Schmitt.
El inicio del proceso es a partir de fenol y una disolución de sosa para obtener el fenolato (ver reacción de Kolbe-Schmitt).

## Analítica
Con hierro (III) en disolución acuosa da un color rojizo característico. A un pH ácido de 2 a 3.[cita requerida]

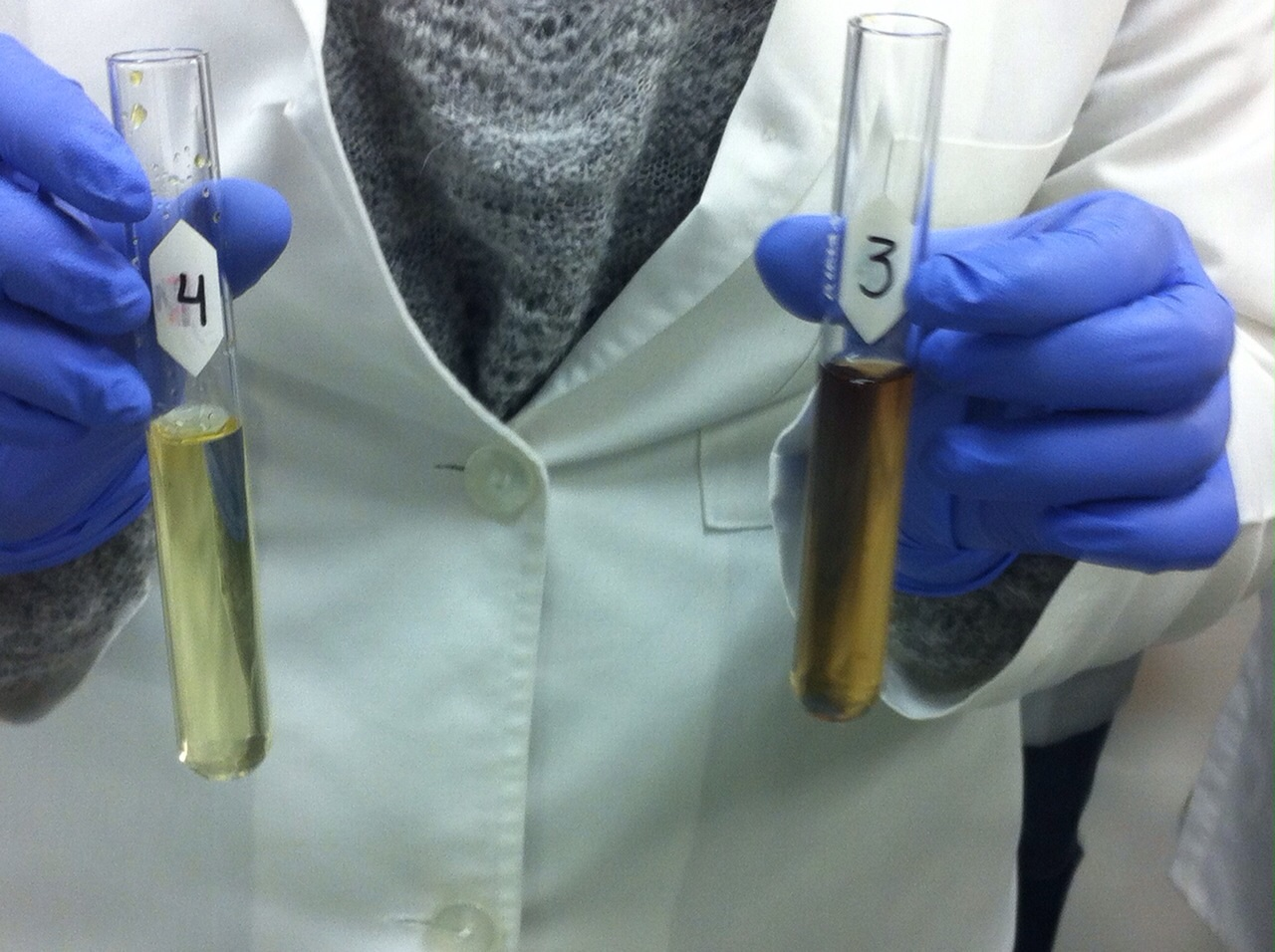
Detección de salicilatos en orina utilizando cloruro férrico dos horas después de ingerir 500 mg de aspirina (ácido acetilsalicílico). Tubo izquierdo: control. Tubo derecho: presencia de salicilatos. Laboratorios Tecnológico de Monterrey, Campus Ciudad de Perú.

## Usos médicos y cosméticos
El ácido salicílico es el aditivo clave en muchos productos para el cuidado de la piel diseñados para tratar acné, psoriasis, callosidades (el endurecimiento de la piel por presión persistente), la piel de gallina y las verrugas. Trata el acné causando que las células de la piel se caigan más fácilmente, evitando que los poros se tapen. Este efecto en las células de la piel también hace que el ácido salicílico sea un ingrediente activo en varios champús diseñados para tratar la caspa. El uso directo de una solución salicílica puede causar hiperpigmentación en piel sin tratamiento previo para aquellos con tipos de piel más oscuros (Fototipos Fitzpatrick IV, V, VI), así como con la falta de uso de un bloqueador solar de amplio espectro.[cita requerida] Debido a sus propiedades exfoliantes, en ocasiones se emplea en combinación con otros tratamientos para la psoriasis para aumentar su efectividad, como el alquitrán de hulla o tacrolimus.
Las propiedades medicinales del ácido salicílico (principalmente para alivio a la fiebre) se han conocido desde 1763. La sustancia ocurre en la corteza de los sauces; el nombre ácido salicílico se deriva de salix, el nombre en latín para los sauces.
El ácido acetilsalicílico se puede preparar a través de la esterificación del grupo hidroxil-fenólico del ácido salicílico.
El subsalicílico en combinación con el bismuto forman un aliviante popular estomacal conocido como el subsalicilato de bismuto (Bismutol, Pepto-Bismol, etc.). Al combinarse los dos ingredientes claves ayudan a controlar la diarrea, la náusea, y hasta las flatulencias. También es ligeramente antibiótico.

## Historia

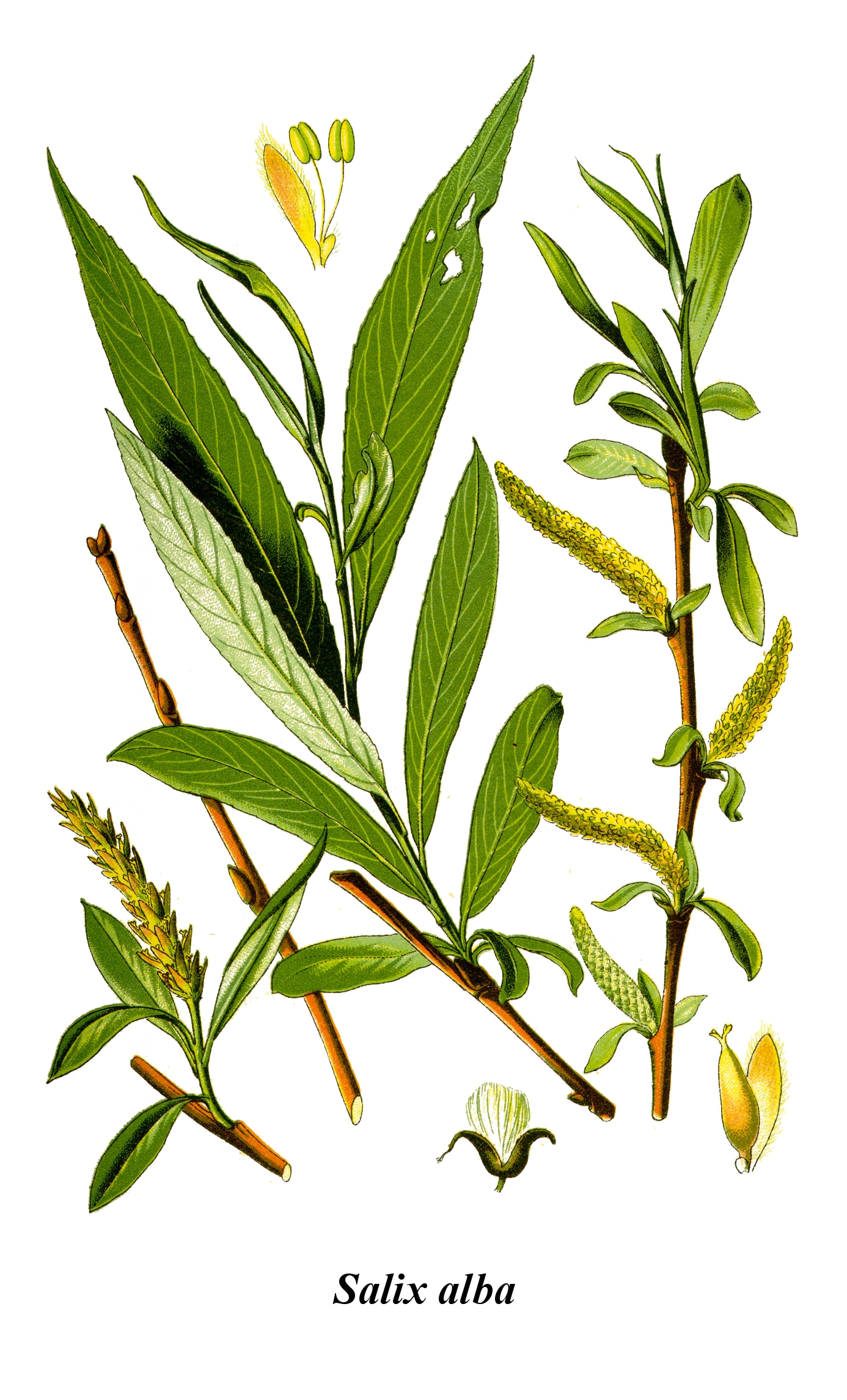
Sauce blanco (Salix alba) es una fuente natural de ácido salicílico.

Hipócrates, Galeno, Plinio el Viejo y otros ya sabían que la corteza del sauce podía aliviar dolores y molestias y reducir las fiebres. Durante mucho tiempo fue utilizada en Europa y China para el tratamiento del dolor. Este remedio también se menciona en los textos del antiguo Egipto, Sumeria y Asiria. Los cheroquis y otros nativos americanos utilizaron una infusión de la corteza para la fiebre y otros fines medicinales. La parte medicinal de la planta es la corteza interna y fue utilizada como un analgésico para una variedad de dolencias. En 2014, los arqueólogos identificaron restos de ácido salicílico en fragmentos de cerámica del siglo VII encontrados en la parte centrooriental de Colorado. El reverendo Edmund Stone, un vicario de Chipping Norton, Oxfordshire, Inglaterra, observó en 1763 que la corteza de sauce era eficaz en la reducción de la fiebre.
Un extracto activo de la corteza, llamada salicina, a partir del nombre latino del sauce blanco (Salix alba), fue aislado y nombrado por el químico alemán Johann Buchner en 1828. Johann Andreas Buchner in 1828. Se aisló una mayor cantidad de la sustancia en 1829 por Henri Leroux, un farmacéutico francés. Raffaele Piria, un químico italiano, fue capaz en 1838 de convertir la sustancia en un azúcar y un segundo componente, que por oxidación se convirtió en ácido salicílico.
El ácido salicílico también se aisló a partir de la hierba denominada reina de los prados (Filipendula ulmaria, anteriormente clasificada como Spiraea ulmaria) por investigadores alemanes en 1839. Si bien su extracto fue el más efectivo, también causó problemas digestivos tales como irritación gástrica, sangrado, diarrea, e incluso la muerte cuando se consume en dosis altas.